# The Best of Al Bano
The Best of Al Bano è una raccolta del cantante italiano Al Bano pubblicata nel 1996 solo in Giappone.
Il CD contiene versioni di Santa Lucia, Funiculì funiculà e 'O sole mio mai pubblicate in precedenza o sulle successive raccolte. Gli altri brani, alcuni in duetto con Romina Power, sono tratti dagli album precedenti.

## Tracce
1. È la mia vita (Maurizio Fabrizio, Pino Marino)
2. 13, storia d'oggi (Albano Carrisi, Vito Pallavicini)
3. Ci sarà (Cristiano Minellono, Dario Farina)
4. Mattino (Ruggero Leoncavallo, Vito Pallavicini)
5. Felicità (Cristiano Minellono, Dario Farina, Gino De Stefani)
6. Funiculà funiculà (Giuseppe Turco, Luigi Denza)
7. Nel sole (Albano Carrisi, Pino Massara, Vito Pallavicini)
8. Santa Lucia (Teodoro Cottrau)
9. Nessun dorma (Giacomo Puccini, Giuseppe Adami, Renato Simoni - dall'opera Turandot)
10. La casa del sole (Tradizionale, Albano Carrisi, Al Camarro, Carrera, Giulio Rapetti, Vito Pallavicini)
11. Cantico (Al Bano & Montserrat Caballé) (Albano Carrisi, Oscar Avogadro, Albano Carrisi)
12. Na, na, na (Al Bano & Paco de Lucía) (Albano Carrisi, Romina Power)
13. Un sasso nel cuore (Al Bano & Paco de Lucía) (Albano Carrisi)
14. Ave Maria (Franz Schubert, Vito Pallavicini, riel. Albano Carrisi, Al Camarro)
15. 'O sole mio (Eduardo Di Capua, Giovanni Capurro)